# Domini públic

Símbol del domini públic

Domini públic és la condició legal sobre una obra intel·lectual que es caracteritza per no estar protegida per cap llei de propietat intel·lectual, tant copyright, marca registrada o lleis de patents, i en conseqüència l'ús és gratuït i es té llibertat d'ús sense necessitat de permís, tot i respectant els drets morals d'autoria i d'integritat. És la situació en què queden les obres literàries, artístiques o científiques quan venç el termini de protecció dels drets econòmics o d'explotació.

## El domini públic a Espanya
A la legislació espanyola les obres que tenen els drets d'explotació extingits passen a ser de domini públic i poden ser utilitzats per qualsevol sempre que es reconeix l'autoria i es mantingui la integritat de l'obra.
Els béns a Espanya poden ser de domini públic o de propietat privada. En aquest cas la propietat pot ser ostentada per una persona física o jurídica, i fins i tot les administracions disposen de béns demenials i propietats privades o patrimonials.
Els autors d'obres intel·lectuals tenen l'anomenat dret moral. El dret moral comprèn uns drets irrenunciables i inalienables:
- Decidir si la seva obra ha de ser divulgada i de quina manera.
- Determinar si aquesta divulgació s'ha de fer sota el seu nom, amb pseudònim o siguin, anònimament.
- Exigir el reconeixement de la seva condició d'autor.
- Exigir el respecte a la integritat de l'obra i impedir deformació, modificació, alteració o atemptat en perjudici dels seus interessos legítims o de la seva reputació.
- Modificar l'obra respectant els drets adquirits per tercers i les exigències de protecció de béns d'interès cultural.
- Retirar l'obra del comerç, per canvi de les seves conviccions intel·lectuals o morals, amb indemnització de danys als titulars de drets d'explotació. Si posteriorment l'autor vol tornar a explotar l'obra haurà d'oferir preferentment els drets al titular anterior, en condicions similars a les originals.
- Accedir a l'exemplar únic o rar de l'obra, en poder d'un tercer, per tal d'exercir el dret de divulgació o qualsevol altre que li correspongui. Aquest dret no permet exigir el desplaçament de l'obra i l'accés es farà en el lloc i de la manera que ocasioni menys incomoditats al posseïdor, que en algun cas podrà tenir dret a indemnització.

Mort l'autor aquests drets correspondran a la persona designada per l'autor, i, quan falti, als hereus. Si aquestes persones no existeixen, o s'ignora on són, l'Estat, les Comunitats Autònomes, les corporacions locals, i les institucions públiques.
Els drets d'explotació d'una obra duren tota la vida de l'autor, i setanta anys des de la seva mort o des que s'hagi declarat aquesta.
La transformació d'una obra, és a dir, la seva traducció, adaptació, o modificació, de tal manera que esdevingui una obra diferent --en el cas de bases de dades és també una transformació la reordenació-- dona els drets de propietat intel·lectual a l'autor de la transformació, sense perjudici dels drets de l'autor de l'obra original.

## El domini públic als Estats Units
Als Estats Units és una obra en domini públic: tota obra publicada abans de 1923, tota obra publicada abans del 1964 de la qual el copyright no fou renovat, tota obra publicada sense copyright d'abans de l'1 de març de 1989, tota obra de la qual l'autor ha indicat el desig de donar-les baix aquesta condició, tota obra no publicada ni registrada que haja passat la vida de l'autor més 70 anys, tota obra no publicada ni registrada amb autor anònim amb més de 120 anys de creació i tota obra feta per un funcionari dels Estats Units en les seues funcions. Pot donar-se el cas que una part d'una obra estigue en domini públic alhora que algun element que l'integre no.
Els llocs web on es poden trobar obres en domini públic estatunidenques són:
- Authorama.com: Es troben llibres.
- Books.google.com: Es troben llibres en domini públic junt a altres que no.
- Project Gutenberg: El lloc web més important de llibres en domini públic.
- Archive.org: Es troba obres de tota mena de format.
- Librivox.org: Audiollibres en domini públic.

Els llocs web on s'ajuda a entendre i detectar el domini públic d'una obra són:
- PublicDomainSherpa.com: Llista obres en domini públic i explica com detectar si una obra està en domini públic o no.
- Copyright.gov: Explica tot allò sobre el domini públic.
- OpenFlix.com: Explica sobre les pel·lícules en domini públic.

### Història del domini públic als Estats Units
Des de 1978 una obra és de domini públic:
- En general després de 70 anys després de la mort de l'autor.
- Als casos d'obres del govern dels Estats Units són automàticament de domini públic.

En general les obres publicades abans de 1923 són obres de domini públic, des de la llei 1998 de Sony Bono Copyright Term Extension Act.
Moltes pel·lícules de les dècades del 1950 i 1960 estan en domini públic perquè el procediment legal vigent durant diverses dècades requerien un registre amb molta feina darrere que s'havia de fer periòdicament. Moltes pel·lícules d'aquestes èpoques no van seguir el re-registre, acabant en domini públic.

## El domini públic al Japó
Les Corts del Japó establiren que les pel·lícules d'abans del 1953 sigui del domini públic.

## Secrets de domini públic
L'espionatge es regula legalment en un món d'ombres. Segons l'article, es veu clarament quan l'espionatge i tot el que té a veure amb el domini públic ve de fa molts anys. Molts historiadors americans investiguen i posen exemples sobre diferents casos.
| Llicències de programari | Llicències de programari                            | Llicències de programari                                             | Llicències de programari                                                    | Llicències de programari            | Llicències de programari | Llicències de programari      |
| Drets cedits             | Domini públic                                       | FOSS no protectiu Permissiu (Codi obert)                             | FOSS protectiu Copyleft (Programari lliure)                                 | Freeware Shareware Freemium         | De propietat             | Secret comercial              |
| ------------------------ | --------------------------------------------------- | -------------------------------------------------------------------- | --------------------------------------------------------------------------- | ----------------------------------- | ------------------------ | ----------------------------- |
| Drets d'autor            | No                                                  | Sí                                                                   | Sí                                                                          | Sí                                  | Sí                       | Sí                            |
| Dret d'ús                | Sí                                                  | Sí                                                                   | Sí                                                                          | Sí                                  | Sí                       | No                            |
| Dret de Visualització    | Sí                                                  | Sí                                                                   | Sí                                                                          | Sí                                  | Sí                       | SÍ                            |
| Dret de còpia            | Sí                                                  | Sí                                                                   | Sí                                                                          | Sovint                              | No                       | No                            |
| Dret a modificar         | Sí                                                  | Sí                                                                   | Sí                                                                          | No                                  | No                       | No                            |
| Dret a distribuir        | Sí                                                  | Sí, sota la mateixa llicència                                        | Sí, sota la mateixa llicència                                               | Sovint                              | No                       | No                            |
| Dret a subllicenciar     | Sí                                                  | Sí                                                                   | No                                                                          | No                                  | No                       | No                            |
| Filosofia                | A disposició del públic. Exonerat de drets d'autor. | Similar i posterior al copyleft. Mínimes restriccions per a l'usuari | Accés al codi i més. Metodologia en el desenvolupament i entrega al públic. | Propòsits publicitaris o comercials | Propòsits comercials     | Diferents motius              |
| Exemples                 | SQLite, ImageJ                                      | Apache web server, ToyBox                                            | Linux kernel, GIMP                                                          | Irfanview, Winamp                   | Windows, Half-Life 2     | Server-side World of Warcraft |
| Drets d'autor            |                                                     |                                                                      |                                                                             |                                     |                          |                               |